# Ponte de Rande
A Ponte de Rande sobre a Ria de Vigo, na província de Pontevedra em Espanha liga os municípios de Moanha e Redondela.
Abriu ao trânsito em 1981. 